# 朝紫
朝紫（あさむらさき）は、1996年（平成8年）に東北農業研究センターで育成されたイネ（稲）の品種。旧系統名は「奥羽糯349号」。玄米の表面が紫黒色である特性を導入したもち米の品種である。バリ島原産の紫黒米と「タツミモチ」を交配し、さらに「ココノエモチ」を交配して得た「東糯396」に、「ふくひびき」を交配することによって育成された。
熟期は、東北中南部では早生の晩で、「あきたこまち」や「ヒメノモチ」と同時期かやや晩生である。収量は「ヒメノモチ」と比べると2割程度少ない。葉の縁や葉舌は紫色であり、玄米の果皮は、一見黒色に見えるほど濃い紫色となる。
7～8分搗きで炊飯すると紫色のおこわとなる。少量を白米と炊飯すると、全体が赤飯のような赤紫色となる。餅とした場合の食味は、「ヒメノモチ」と同程度かやや劣る。玄米は、カルシウムやカリウムに富む。